# کلوپ چیتا

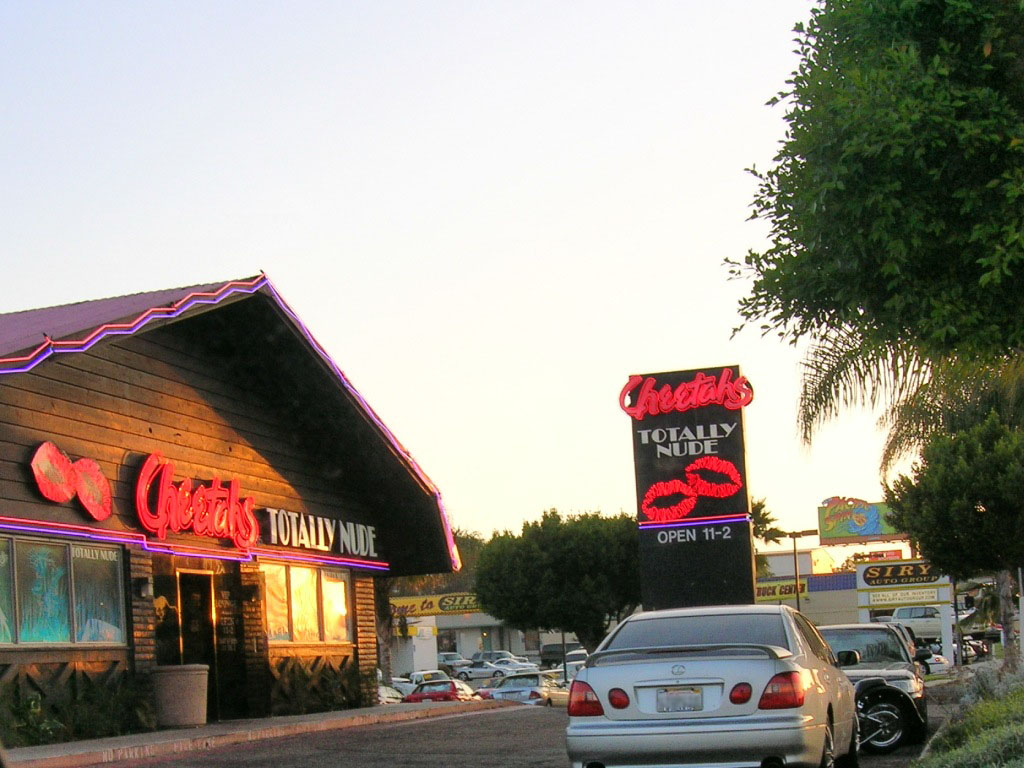
کلوپ چیتا سن دیگو

کلوپ چیتا (به انگلیسی: Cheetah's Topless Club) ، یک باشگاه برهنگی در ایالات متحده که در شهرهای لاس‌وگاس و سن دیگو شعبه دارد . باشگاه چیتا توسط مایکل گالاردی در سال ۱۹۹۱ تأسیس شد . مدیریت داخلی کلوپ چیتا با چارلز رایت که از کشتی‌گیران سابق کشتی کج بود که به همراه گروه NOD کشتی کج عموماً به جذب دختران جوان می‌پردازد . مدیریت رقص هائیتی با باباشانگو هست . بازدیدکنندگان می توانند همه روزه از ساعت 12:00 ظهر تا 2:00 بامداد به باشگاه یوزپلنگ مراجعه کنند.

## جنجال‌ها
مایک گالاردی پس از ۱۱ سپتامبر با رشوه به اف‌بی‌آی توانسته بود قانون پاتریوت را دور بزنند ، در ماجرای یازده سپتامبر هواپیماربایان در نزدیکی کلوپ چیتا طراحی و برنامه‌ریزی حمله خود را انجام‌دادند . همینطور مایک گالاردی حدود ۲۰۰۰۰۰ تا ۴۰۰۰۰۰ دلار به اف‌بی‌آی رشوه می‌داد تا بتواند قوانین مربوط به بانوان را در باشگاهش دور بزند .